# Fyter Fest 2019
Fyter Fest (2019) was een professioneel worstel-pay-per-view (PPV) evenement dat georganiseerd werd door All Elite Wrestling (AEW). Het was de eerste editie van Fyter Fest en vond plaats op 29 juni 2019 in het Ocean Center in Daytona Beach, Florida in samenwerking met Community Effort Orland (CEO). Het was gratis te zien op B/R Live.

## Matches
| Nr. | Match | Winnaar(s)       | Opmerkingen | Bron  |
| --- | --- | ---------------- | --- | ----- |
| 1P  | Best Friends (Chuck Taylor & Trent Beretta) vs. SoCal Uncensored (Frankie Kazarian & Scorpio Sky) vs. Private Party (Isiah Kassidy & Marq Quen) | Best Friends     | 3-way tag team match. Om door te gaan naar All Out voor een kans op een bye in de eerste ronde in het AEW World Tag Team Championship toernooi. | [ 3 ] |
| 2P  | Allie vs. Leva Bates (with Peter Avalon) | Allie            | Een-op-een match. | [ 3 ] |
| 3P  | Michael Nakazawa vs. Alex Jebailey | Michael Nakazawa | Hardcore match. | [ 3 ] |
| 4   | Cima vs. Christopher Daniels | Cima             | Een-op-een match. | [ 3 ] |
| 6   | Adam Page vs. Jimmy Havoc vs. Jungle Boy ( met Luchasaurus) vs. MJF                                                                             | Adam Page        | 4-way match. | [ 3 ] |
| 7   | Cody (met Brandi Rhodes) vs. Darby Allin | N.V.T.           | Een-op-een match. De twee vochten om een tijdslimiet trekking.                                                                                  | [ 3 ] |
| 8   | The Elite (Kenny Omega, Matt & Nick Jackson) vs. Lucha Brothers (Pentagón Jr. & Rey Fénix) & Laredo Kid                                         | The Elite        | 6-man tag team match. | [ 3 ] |
| 9   | Jon Moxley vs. Joey Janela | Jon Moxley       | Unsanctioned match. | [ 3 ] |